# Giuseppe Finzi

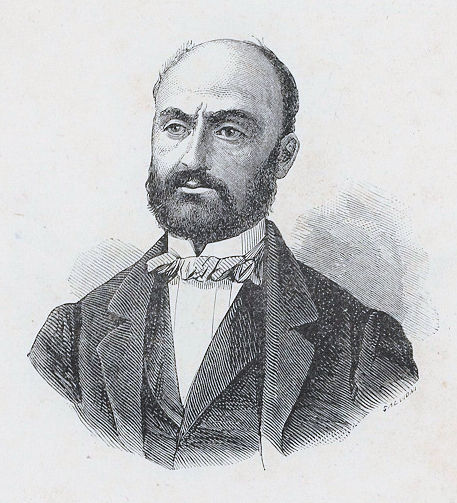
Giuseppe Finzi

Giuseppe Finzi (* 1815 in Rivarolo bei Mantua; † 17. Dezember 1886 in Campitello bei Mantua) war ein italienischer Freiheitskämpfer und Politiker.
Finzi nahm 1848 am ersten italienischen Einigungskrieg teil. Danach agierte er im Untergrund für die Freiheitsbewegung Junges Italien, die für ein Ende der österreichischen Herrschaft in Norditalien eintrat. Er war Mitglied eines Befreiungsausschusses, der vom Priester Enrico Tazzoli gegründet worden war. Im Jahr 1852 wurde er von der österreichischen Polizei festgenommen und zu 18 Jahren Haft verurteilt. Finzi entging als eines der wenigen Mitglieder dieser Organisation der Todesstrafe. Er kam durch eine Amnestie frei und nahm 1859 am Sardinischen Krieg teil, in dessen Folge Italien geeint werden konnte. 1860 wurde er Abgeordneter, 1886 noch Senator.